# دی‌ایندنوپریلن
دی‌ایندنوپریلن (به انگلیسی: Diindenoperylene) یک ترکیب شیمیایی با شناسه پاب‌کم ۹۶۷۱۲ است. شکل ظاهری این ترکیب، جامد نارنجی است.